# Oczeret

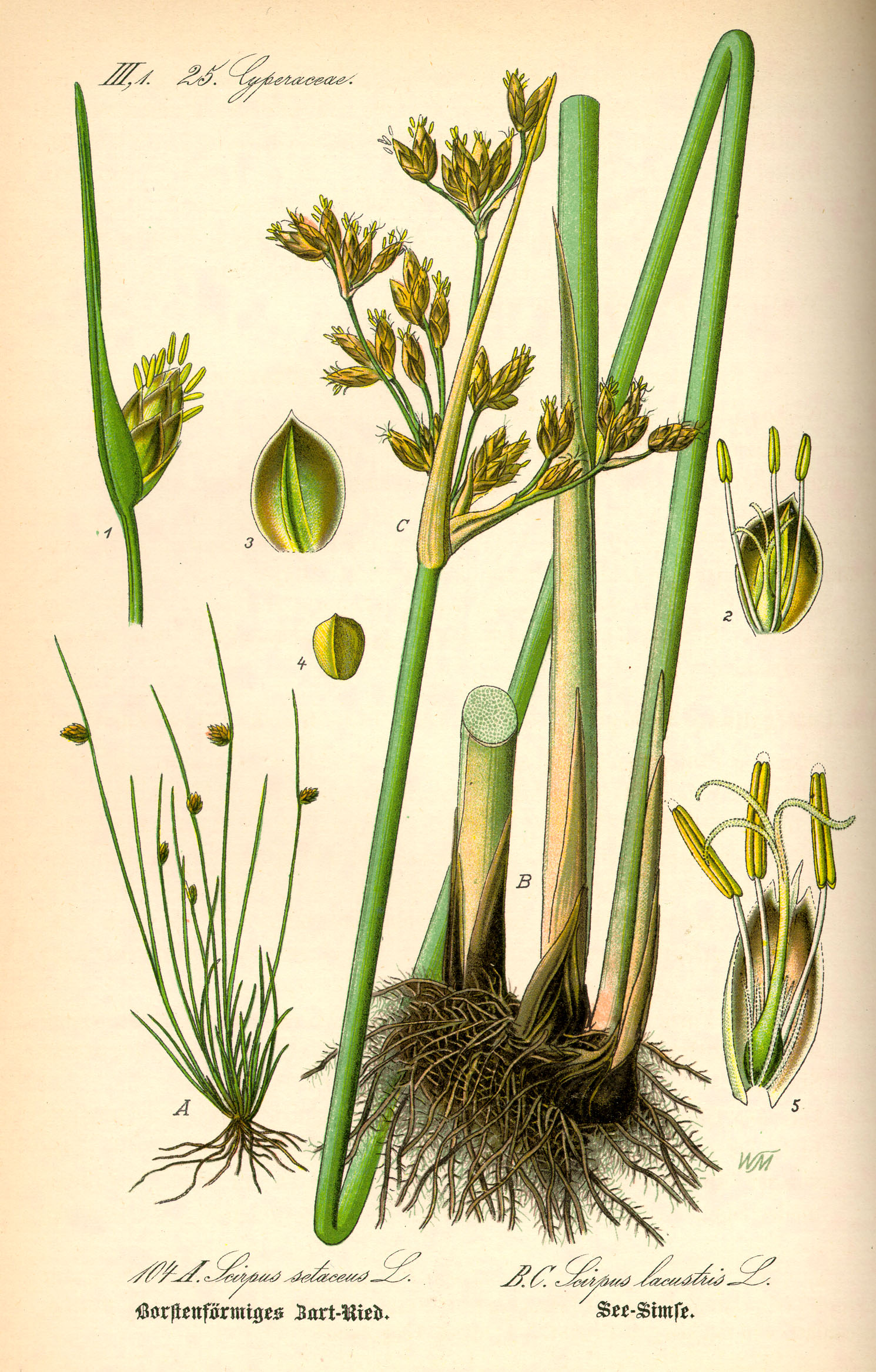
Morfologia (oczeret jeziorny)

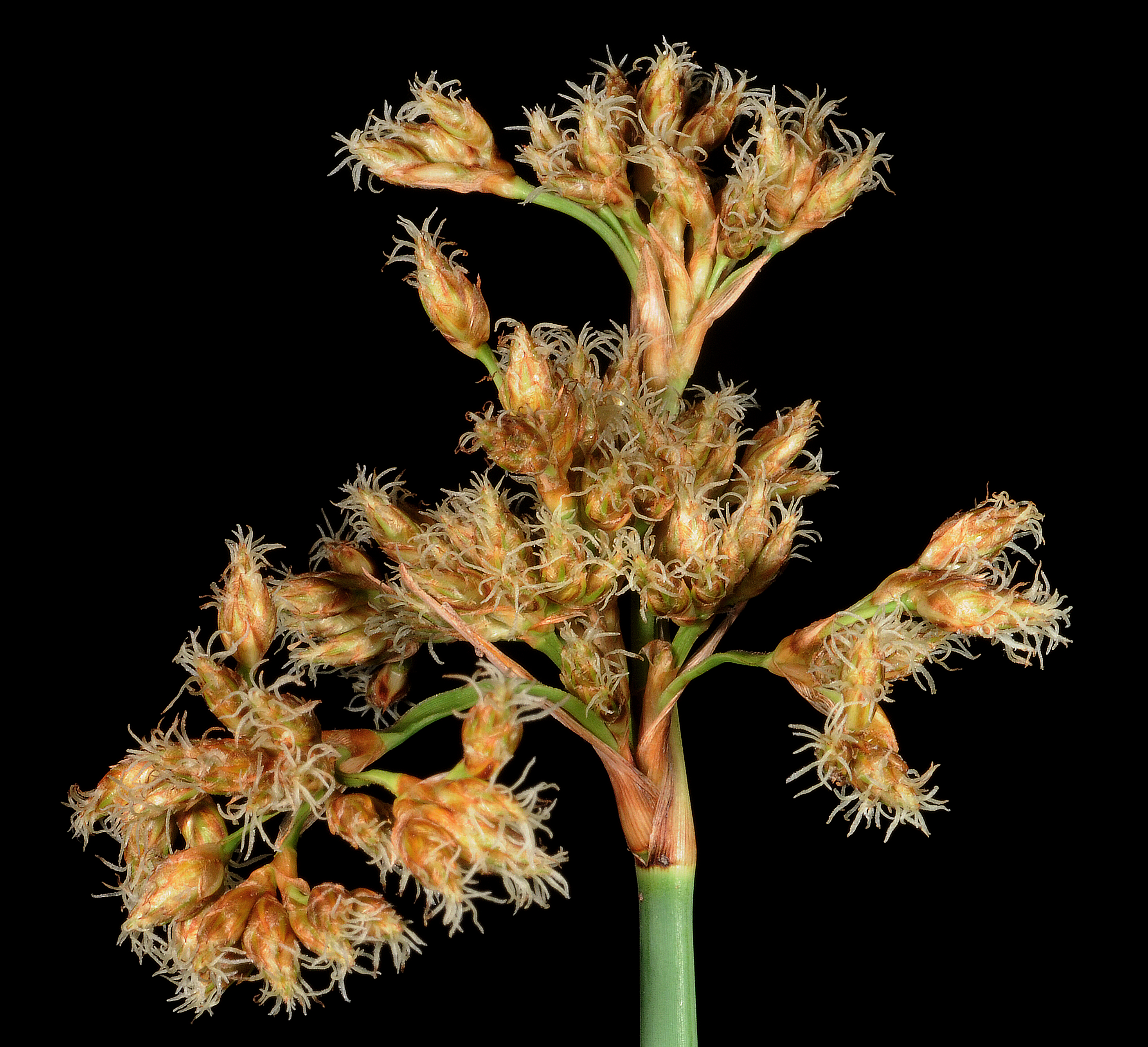
Kwiatostan oczeretu Tabernemontana

Oczeret (Schoenoplectus (Rchb.) Palla) – rodzaj roślin kłączowych z rodziny ciborowatych (Cyperaceae). W zależności od ujęcia systematycznego obejmuje ok. 18 gatunków lub ok. 77. Niezależnie od ujęcia rodzaj jest kosmopolityczny. W Polsce występują cztery gatunki (najpospolitszym jest oczeret jeziorny).
Są to rośliny wodne i bagienne, których kłącza mogą rosnąć w warunkach beztlenowych. Oczeret jeziorny w różnych krajach europejskich bywa używany do fitoremediacji zbiorników. Pędy roślin różnych gatunków (zwłaszcza S. lacustris, S. californicus, S. triqueter) wykorzystywane były i są jako materiał plecionkarski. Kłącza S. californicus były spożywane.
Oczeret tworzy rodzaj szuwaru – zespołu roślinności nazywanego szuwarem oczeretowym. Potocznie nazwa oczerety bywa także stosowana w odniesieniu do innych typów szuwarów, zwłaszcza ze związku Phragmition.

## Rozmieszczenie geograficzne
Nawet w wąskim ujęciu rodzaju ma on zasięg kosmopolityczny, aczkolwiek z wyłączeniem obszarów okołobiegunowych (Archipelag Arktyczny, Grenlandia i Islandia) i niektórych obszarów w strefie równikowej (m.in. Amazonia, część Afryki Środkowej, niektóre wyspy Archipelagu Malajskiego.
Gatunki flory Polski
Pierwsza nazwa naukowa według listy krajowej, druga – obowiązująca według bazy taksonomicznej Plants of the World online (jeśli jest inna)
- oczeret amerykański Schoenoplectus americanus (Pers.) Volkart – w Polsce wymarły
- oczeret jeziorny Schoenoplectus lacustris (L.) Palla)
- oczeret Kalmusa Schoenoplectus ×kalmusii (Abrom., Asch. & Graebn.) Palla ≡ Schoenoplectus × carinatus nothosubsp. carinatus
- oczeret sztyletowaty Schoenoplectus mucronatus (L.) Palla ≡ Schoenoplectiella mucronata (L.) J.Jung & H.K.Choi
- oczeret Tabernemontana Schoenoplectus tabernaemontani (C. C. Gmel.) Palla

## Morfologia
W wąskim ujęciu należą tu tylko rośliny wieloletnie o długim, płożącym lub podnoszącym się kłączu (zaliczane tu dawniej gatunki o kłączu skróconym i kępiastym pokroju wyłączone zostały w rodzaj Schoenoplectiella). Pędy nadziemne pojedyncze lub skupione w pęczki po kilka, z węzłami tylko u nasady. Orzeszki gładkie, w warstwie zewnętrznej budowane przez komórki izodiametryczne lub podługowate.

## Systematyka
Pozycja systematyczna
Rośliny tu zaliczane pierwotnie w ujęciu Karola Linneusza tworzyły sekcję w obrębie szeroko przez niego ujmowanego rodzaju cibora Cyperus. Wyłączone w odrębny rodzaj były ujmowane jako takson obejmujący ok. 77 gatunków. Na początku XXI wieku badania molekularne wykazały, że rodzaj w tak szerokim ujęciu jest polifiletyczny – część gatunków wraz z typowym, tworząca sekcje Schoenoplectus i Malacogeton, wchodzi w skład kladu wspólnie z Actinoscirpus, podczas gdy pozostałe dwie sekcje (Actaeogeton i Supini) tworzą odrębny klad, bliższy m.in. rodzajowi ponikło Eleocharis. Te dwie ostatnie sekcje wyodrębnione zostały w efekcie w osobny rodzaj Schoenoplectiella. W obrębie rodzaju Schoenoplectus zachowano dwie pierwsze wymienione sekcje obejmujące ok. 18 gatunków.
Wykaz gatunków (wąskie ujęcie według Plants of the World online)
- Schoenoplectus acutus (Muhl. ex Bigelow) Á.Löve & D.Löve
- Schoenoplectus americanus (Pers.) Volkart – oczeret amerykański
- Schoenoplectus californicus (C.A.Mey.) Soják
- Schoenoplectus × carinatus (Sm.) Palla
- Schoenoplectus × contortus (Eames) S.G.Sm.
- Schoenoplectus deltarum (Schuyler) Soják
- Schoenoplectus ehrenbergii (Boeckeler) Soják
- Schoenoplectus etuberculatus (Steud.) Soják
- Schoenoplectus × flevensis (D.Bakker) Lansdown & Rumsey
- Schoenoplectus halophilus Papch. & Laktionov
- Schoenoplectus heterochaetus (Chase) Soják
- Schoenoplectus × kuekenthalian us (Junge) D.H.Kent
- Schoenoplectus lacustris (L.) Palla – oczeret jeziorny
- Schoenoplectus litoralis (Schrad.) Palla
- Schoenoplectus nipponicus (Makino) Soják
- Schoenoplectus × oblongus (T.Koyama) Soják
- Schoenoplectus pungens (Vahl) Palla
- Schoenoplectus scirpoides (Schrad.) Browning
- Schoenoplectus × steinmetzii (Fernald) S.G.Sm.
- Schoenoplectus subterminalis (Torr.) Soják
- Schoenoplectus subulatus (Vahl) Lye
- Schoenoplectus tabernaemontani  (C.C.Gmel.) Palla – oczeret Tabernemontana
- Schoenoplectus torreyi (Olney) Palla
- Schoenoplectus triqueter (L.) Palla